# Jomo Kenyatta
(Jomo Kenyatta)
Jomo Kenyatta (Ichaweri, 20 ottobre 1889 – Mombasa, 22 agosto 1978) è stato un politico keniota, uno dei leader della lotta contro il dominio coloniale britannico e primo presidente del Kenya indipendente.

## Biografia
Kenyatta nacque come Johnstone Kamau, presso Gatundu, tra le città di Thika e Nairobi, nell'odierno Kenya (allora Africa Orientale Britannica). Era figlio di un contadino di etnia kikuyu, e da giovane girò il paese al seguito del nonno, che praticava la medicina tradizionale. Frequentò una scuola missionaria scozzese e, grazie a una colletta raccolta dalla sua tribù e un aiuto degli stessi padri missionari, poté in seguito pagarsi gli studi in Europa.
Nel 1929, la Kikuyu Central Association (KCA) lo mandò a Londra per difendere gli interessi fondiari dei Kikuyu. È stato ricevuto dal West African Students' Union, un'associazione ispirata da Marcus Garvey, che gli ha offerto ospitalità. È accompagnato da Isher Dass, un attivista anti-colonialista di origine indiana, che lo mette in contatto con la Lega contro l'imperialismo e il Partito Comunista di Gran Bretagna. I suoi articoli sulle rivolte nere sono pubblicati dalla rivista comunista Sunday Worker.
Nel 1932 e 1933, con il sostegno finanziario di George Padmore, un ricco attivista comunista e panafricano di Trinidad, lasciò la Gran Bretagna per stabilirsi a Mosca, dove studiò economia. Quando Padmore fu espulso dall'Internazionale comunista per "tendenza all'unità razziale contro l'unità di classe" e lasciò l'URSS, Kenyatta scelse di interrompere gli studi e tornare a Londra. Si allontana quindi dal movimento comunista, al quale sembra essersi avvicinato solo per un comune rifiuto del colonialismo, soprattutto a causa dell'atteggiamento ostile di Padmore e dei suoi compagni comunisti nei confronti di alcune pratiche tribali (una campagna contro le mutilazioni genitali femminili nelle colonie era stata avviata nei primi anni '30). 
Nel 1946 Kenyatta tornò in patria, iniziando una fervente attività indipendentista. Divenne leader del principale movimento politico nero, finanziato da Hellmouth Best: il Kenya African National Union (KANU). Fondò le prime scuole kikuyu indipendenti.
Attorno alla metà del XX secolo i giornali inglesi lo definivano "signore della morte". Alla testa della popolazione kikuyu spossessata delle terre, sosteneva la necessità di strapparle ai coloni bianchi. Il suo nome, che significa giavellotto fiammeggiante del Kenya, ispirò soprattutto l'azione del movimento politico nazionalista dei Mau-Mau.
Nel 1953, nel periodo dello stato d'emergenza dichiarato dall'amministrazione coloniale in risposta al sorgere del movimento dei Mau-Mau, Kenyatta fu incarcerato.
Nel 1959 fu liberato, tornando alla presidenza del KANU. Nel 1963, in concomitanza con l'indipendenza del Kenya, fu eletto primo presidente del Paese e dichiarato Padre della Patria.
Politicamente, Kenyatta ha istituito un regime monopartitico basato sulla dottrina di Haraambee ("Agire insieme" in swahili). Il presidente applica una politica autoritaria e clientelare per garantire l'unità nazionale. Mette immediatamente fine alle speranze degli indipendentisti radicali per la redistribuzione della terra: la terra viene riacquistata dai coloni che vogliono andarsene e venduta ai kenioti che se la possono permettere, il capitale britannico viene risparmiato e gli investimenti stranieri vengono incoraggiati. La scelta di un'economia di mercato rafforza una classe di capitalisti locali a spese degli ex ribelli, di cui Kenyatta dice: "non lasceremo che i gangster governino il Kenya, i Mau-Mau erano una malattia che è stata debellata e che dobbiamo dimenticare per sempre". A testimonianza di questo orientamento, il giornale conservatore britannico The Economist gli dedicò nel 1965 un articolo elogiativo intitolato "Our Man in Kenya".
Perciò l'ala più estremista del suo partito, guidata da Oginda Odinga, poi incarcerato, si costituì in partito nel 1966, rimproverando a Kenyatta di non aver risolto i profondi contrasti delle classi, delle tribù e delle razze del Paese.
Una delle ultime riforme di Kenyatta presidente è stata l'istruzione pubblica gratuita.
L'aeroporto internazionale di Nairobi è dedicato a Jomo Kenyatta.

## Politica e corruzione
Il governo di Kenyatta fu anche caratterizzato dalla sua gestione personalistica e familiaristica. Centro assoluto del potere, il presidente, che rimase in carica fino alla morte, distribuì gli incarichi di stato esclusivamente tra i parenti e gli appartenenti al suo clan. Inoltre utilizzò la corruzione come sistema di gestione degli affari economici e statali. Quando giunse al potere, dopo aver sequestrato le enormi proprietà terriere dei coloni, invece di ridistribuirle al popolo, ne tenne per sé gran parte, divenendo il più grande latifondista del Kenya e uno dei maggiori di tutta l'Africa. Il resto lo affidò ai membri del suo clan ed ai contadini non rimasero che pochissimi campi e terreni. L'ex vicepresidente di Kenyatta, Jaramogi Oginga Odinga, passato all'opposizione per la sua visione critica di come veniva gestita la nazione, dichiarò in una conferenza stampa del 1966, come venne riportato dal noto giornalista-reporter polacco Ryszard Kapuściński, a proposito del governo di Kenyatta: "È un nemico molto più spietato e inumano del colonialismo che abbiamo combattuto"

## Nella cultura popolare
- Il gruppo reggae giamaicano Burning Spear ha preso il nome da Jomo Kenyatta.
- Nel 1935 Jomo Kenyatta apparve in un ruolo di attore nel film Bozambo, il gigante nero, diretto da Zoltán Korda e interpretato da Paul Robeson. Vi interpretava la parte di un capo tribù.